# Cornetto (sorvete)

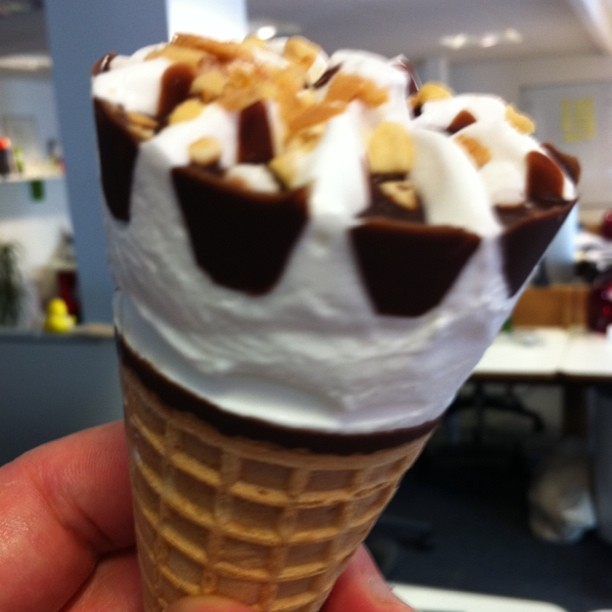
Um Cornetto de chocolate.

Cornetto é uma marca de sorvete em cone congelado de creme fabricado pela Unilever e comercializado em todo o mundo.
Durante muito tempo, a ideia de vender sorvete em cone congelados fora impraticável, já que o sorvete iria absorver dentro do cone durante o processo de fabricação e torná-lo encharcado e impalatável quando servido. Foi em 1959 quando Spica, um fabricante de sorvete italiano em Nápoles, resolveu este problema através do isolamento do interior do cone de waffle do sorvete com um revestimento de óleo, açúcar e chocolate.
As vendas eram pobres e, em 1976, a Unilever comprou a patente e iniciou a comercialização do produto em todo o mundo sob a marca Algida que também produz outros tipos de sorvetes. A propagação, graças à forte campanha publicitária, foi enorme, tanto que ele é produzido em várias versões.
Hoje a palavra cornetto, se tornou um nome genérico para qualquer tipo de sorvete em cone congelado, mesmo de outras marcas.

## Ligações Externas
- Cornetto